# Lijst van koningen van Roemenië
In 1859 gingen de vorstendommen Walachije en Moldavië samen onder Alexander Jan Cuza en vormden het nieuwe Vorstendom Roemenië. Na diens val werd in 1866 de Duitse prins Karel (Carol) van Hohenzollern-Sigmaringen tot vorst van Roemenië uitgeroepen. Roemenië werd in 1877 volledig onafhankelijk en in 1881 werd Carol de eerste koning.
De laatste koning, Michaël, werd in 1947 door de communisten afgezet en verbannen.

## Koningen van Roemenië (1862-1947)

Wapen van het koninklijk huis van Roemenië

Vlag van de koning van Roemenië

| Monarch | Monarch                                       | Regeringsperiode                                               | Dynastie     | Opmerkingen |
| ------- | --------------------------------------------- | -------------------------------------------------------------- | ------------ | --- |
|         | Alexander Jan Alexandru Ioan Cuza (1820-1873) | 1862 - 1866                                                    | Geen         | Zijn regering begon goed, maar hij raakte in financiële problemen en haalde zich het misnoegen van de grootgrondbezitters en delen van de middenklasse op de hals. Zijn voorbeeld was keizer Napoleon III van Frankrijk. |
|         | Karel I Carol I (1839-1914)                   | 1866 - 1881 Vorst van Roemenië 1881 - 1914 Koning van Roemenië | Hohenzollern | Was een zoon van vorst Karel Anton van Hohenzollern-Sigmaringen. Zijn oudere zus, Stephanie, was koningin van Portugal, als vrouw van Pedro V. Uit zijn huwelijk met Elisabeth zu Wied, werd de jong gestorven Maria geboren (1870-1874). Hij had dus geen troonopvolgers, en benoemde daarom zijn broer, Leopold, tot kroonprins. Deze gaf zijn rechten over aan zijn oudste zoon Willem. Willem op zijn beurt gaf het recht op troonopvolging weer door aan zijn jongere broer Ferdinand. |
|         | Ferdinand (1865-1927)                         | 1914 - 1927                                                    | Hohenzollern | Was de tweede zoon van Leopold van Hohenzollern-Sigmaringen, oudere broer van koning Karel I. Hij huwde prinses Marie van Edinburgh, oudste dochter van Alfred, prins van het Verenigd Koninkrijk, tweede zoon van koningin Victoria. Tot 1916 was Roemenië neutraal in de Eerste Wereldoorlog. Maar onder invloed van zijn vrouw sloot hij zich aan bij de Geallieerden. |
|         | Michaël Mihai (1921-2017)                     | 1927 - 1930                                                    | Hohenzollern | Was de enige zoon van prins Carol en zijn vrouw Helena, dochter van koning Constantijn I van Griekenland. In 1925 werd Michaël op 5-jarige leeftijd benoemd tot kroonprins, en in 1927 werd hij koning. |
|         | Karel II Carol II (1893-1953)                 | 1930 - 1940                                                    | Hohenzollern | Hij huwde meerdere malen. Maar zijn enige officiële huwelijk was met prinses Helena van Griekenland, dochter van koning Constantijn I van Griekenland. In 1928 scheidde hij van Helena, en sinds 1925 woonde hij in Parijs. Hij werd door premier Iuliu Maniu gevraagd om in 1930 het koningschap te aanvaarden, om een langdurig regentschap te voorkomen. In 1940 trad hij alweer af en kwam uiteindelijk terecht in Portugal, waar hij in 1953 stierf.                                   |
|         | Michaël Mihai (1921-2017)                     | 1940 - 1947                                                    | Hohenzollern | Zijn tweede regering. |